# Riserva naturale Foresta di Berignone
La riserva naturale Foresta di Berignone è un'area naturale protetta situata nella provincia di Pisa e istituita nel 1995. La riserva occupa una superficie di 2.166 ettari.

## Storia
L'area è abitata da tempi remoti, presentando ancora tracce di insediamenti etruschi. Divenuta di proprietà e feudo dei vescovi di Volterra (X secolo), fu successivamente annessa al territorio del libero comune volterrano che cominciò a sfruttarne il legname per l'evaporazione delle saline. Annesso con il territorio di Volterra dalla Repubblica di Firenze passò successivamente ai Medici seguendo le sorti del Granducato di Toscana. I granduchi medicei ne fecero una vasta bandita di caccia soppressa nel 1775 da Pietro Leopoldo.

## Contatti
Ufficio Aree Protette della Provincia di Pisa:
Guido Iacono e Davide Bettini
Mail  g.iacono@provincia.pisa.it